# James Geoghegan (Politiker)

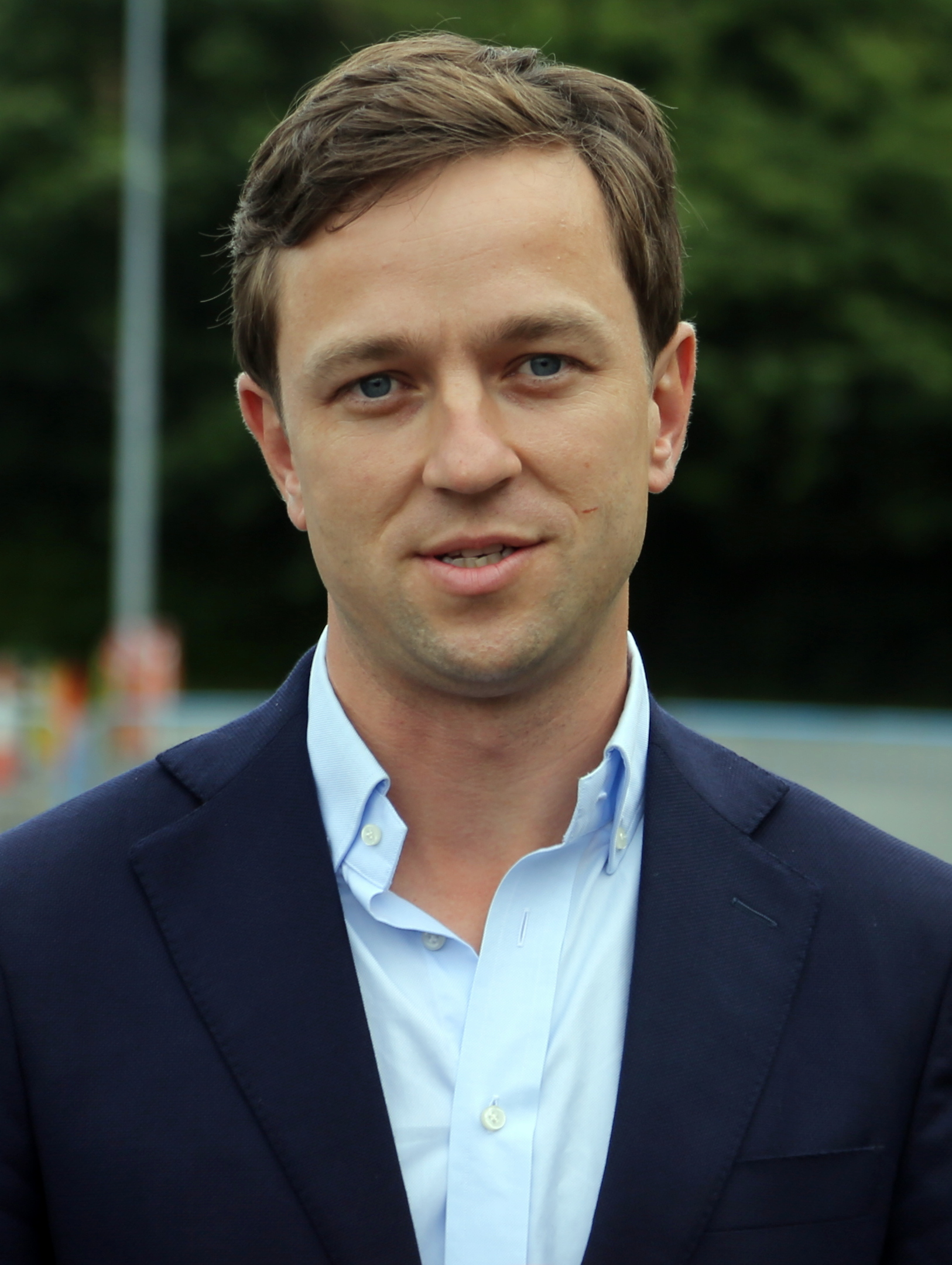
James Geoghegan (2021)

James Geoghegan (* 1985 in  Ranelagh, Dublin, Irland) ist ein irischer Politiker der Fine Gael und Prozessanwalt (barrister-at-law).

## Biografie
James Geoghegan wurde in eine Juristenfamilie geboren. Seine Eltern (Hugh Geoghegan und Mary Finlay Geoghegan) waren Richter am irischen Supreme Court. Dies gilt sowohl für seinen Großvater väterlicherseits, den gleichnamigen James Geoghegan, der als Generalstaatsanwalt und als Richter am Supreme Court tätig war als auch für seinen Großvater mütterlicherseits Thomas Finlay, der auch als Chief Justice of Ireland wirkte. 
Nach dem Schulbesuch studierte er am University College Dublin Politik- und Sozialwissenschaften legte seine Rechtsanwaltsprüfung am King’s Inns ab. Er praktiziert als Barrister. 
2015 war er eines der Gründungsmitglieder der Partei Renua Ireland. Später wollte er aber den sozialkonservativen Kurs der Gründerin Lucinda Creighton nicht mehr mittragen. 
2019 wurde er in den Dublin City Council gewählt. Bei den Nachwahlen zum Dáil Éireann unterlag er Ivana Bacik im Kampf um den Sitz im Wahlkreis Dublin Bay South.
Am 21. Juni 2024 wurde er zum Lord Mayor of Dublin gewählt. Im Juli 2024 wurde bekanntgegeben, dass James Geoghegan bei den Wahlen zum Dáil Éireann 2024 erneut für Dublin Bay South antreten wird. Er zog erfolgreich in den Dáil Éireann ein. Seine Nachfolgerin im Amt des Lord Mayor of Dublin wurde Emma Blain.